# Romance heroico
El romance heroico o endecasílabo es una agrupación estrófica de la métrica española que tuvo curso desde el primer cuarto del siglo XVII hasta la actualidad.
Está compuesto por versos de once sílabas (endecasílabos) y rima en asonante solo los versos pares, como en el romance octosílabo. Surgió por vez primera en la traducción libre de José Pellicer de Salas y Tovar de la Argenis del escocés John Barclay (1626) y desde entonces se utilizó mucho (Tirso de Molina, Francisco Manuel de Melo, Bernardino de Rebolledo, Francisco de Trillo y Figueroa), también en los siglos XVIII (donde fue frecuente en la tragedia neoclásica, por ejemplo en la Raquel de Vicente García de la Huerta) y en el XIX. Suele dividirse en grupos o estrofas de cuatro versos:
«Sócrates, sin salir jamás de Grecia
pretende ser de todo el universo;
yo, que con los extraños he vivido,
morir entre los propios apetezco».
—Bernardino de Rebolledo, siglo XVII.
El romance heroico no se destina, como su nombre parece indicar, a asuntos épicos, pero sí suele emplearse en temas nobles, serios y meditativos.